# Alesana
Alesana (uitgesproken als "alice-anna") is een zeskoppige Amerikaanse screamo band uit Raleigh (North Carolina). De band heeft tot nu toe een ep en vier studioalbums uitgebracht.

## Geschiedenis

### Oprichting
Hoewel de leden voor het eerst samen speelden in Baltimore, werd de band officieel opgericht in oktober 2004 in Raleigh (North Carolina) door Shawn Milke, Patrick Thompson, Dennis Lee, Steven Tomany en Daniel Magnuson.

### Try This With Your Eyes Closed(2004–2005)
Alesana was de eerste band die tekende bij Tragic Hero Records in 2005. Ze hadden drie demonummers, getiteld Apology, Beautiful in Blue en Goodbye, Goodnight for Good. Deze stonden op de compilatie All The Tragedy Money Can't Buy. Later hebben ze hun debuut ep uitgebracht Try This With Your Eyes Closed, in mei van dat jaar, toerden ze in de Verenigde Staten, waaronder een optreden op de Cornerstone Festival. In datzelfde jaar werd Daniel Magnuson vervangen door Will Anderson.

### On Frail Wings of Vanity and Wax(2006–2007)
In 2006 voegden ze de nieuwe drummer Jeremy Bryan bij de groep om Will Anderson te vervangen en ze voegden gitarist/zanger Adam Ferguson toe.
Na deze veranderingen volgde een nieuw album, getiteld On Frail Wings of Vanity and Wax, dit kwam uit in de zomer van 2006. Veel van de nummers op het album zijn geïnspireerd op Griekse mythologie. Ambrosia bijvoorbeeld is gebaseerd op de mythe van koning Midas, en The Third Temptation of Paris is gebaseerd op de Trojaanse Oorlog.
Eind 2006 tekenden ze bij Fearless Records. Deze platenmaatschappij bracht hun ep opnieuw uit in maart 2007 en tevens een muziekvideo voor Ambrosia. In hetzelfde jaar werd het nummer Apology in een akoestische versie uitgebracht op Punk Goes Acoustic 2. Later dat jaar verliet Steven Tomany de band en hij werd vervangen door Shane Crump die vroeger basgitaar speelde voor Your Name In Vain.

### Where Myth Fades to Legend(2008)
In 2008 maakte Alesana hun tweede album af, Where Myth Fades to Legend. Het album kwam uit op 3 juni 2008 maar was al uitgelekt op een populaire downloadsite op 25 mei. Where Myth Fades To Legend is ook de titel van hun tournee met Sky Eats Airplane, Our Last Night, Lovehatehero en The Chariot. Shane Crump was ook zanger op het nieuwe album, en de vrouwelijke zang op dit album werd ingezongen door Melissa, zus van de gitarist Shawn.

### Latere albums
Op 26 januari 2010 kwam hun album The Emptiness uit. Dit album is gebaseerd op een verhaal geschreven door Dennis Lee en Shawn Milke. In 2011 verscheen het album A Place Where the Sun Is Silent, in april 2015 het album Confession.

## Leden

### Huidige leden
| Naam             | Bijnaam      | Functie in de band            | Tijd in band |
| ---------------- | ------------ | ----------------------------- | ------------ |
| Dennis Lee       | Denny Diablo | Screams                       | 2004-nu      |
| Shawn Milke      | /            | Zang, gitaar en piano         | 2004-nu      |
| Patrick Thompson | Peezee       | Leadgitaar en achtergrondzang | 2004-nu      |
| Jeremy Bryan     | Jables       | Drum                          | 2005-nu      |
| Shane Crump      | /            | Basgitaar en zang             | 2007-nu      |
| Alex Torres      | /            | Slaggitaar                    | 2010-nu      |

### Voormalige leden
| Naam            | Bijnaam     | Functie in de band | Tijd in de band |
| --------------- | ----------- | ------------------ | --------------- |
| Jake Campbell   | /           | Slaggitaar         | 2008-2010       |
| Adam Ferguson   | Huckleberry | Slaggitaar en zang | 2005-2008       |
| Steven Tomany   | /           | Basgitaar          | 2004-2007       |
| Will Anderson   | /           | Drum               | 2005            |
| Daniel Magnuson | /           | Drum               | 2004-2005       |

## Discografie

### Ep
- 2005: Try This With Your Eyes Closed (Tragic Hero Records, her-uitgebracht in 2008 met Fearless Records)

### Albums
- 2006: On Frail Wings of Vanity and Wax (Tragic Hero Records, her-uitgebracht in 2007 met Fearless Records)
- 2008: Where Myth Fades to Legend (Fearless Records)
- 2010: The Emptiness (Fearless Records)
- 2011: A Place Where the Sun Is Silent (Epitaph Records)
- 2015: Confessions (Reval Records)

### Muziekvideo's
- Ambrosia van On Frail Wings Of Vanity And Wax
- Seduction van Where Myth Fades to Legend
- The Thespian van The Emptiness

### Op compilaties
- Apology - All the Tragedy Money Can Buy
- Beautiful In Blue - All the Tragedy Money Can Buy
- Goodbye, Goodnight For Good - All the Tragedy Money Can Buy
- Apology (Akoestisch) - Punk Goes Acoustic 2
- Seduction - Warped Tour 2008 Tour Compilation
- This Is Usually the Part Where People Scream - Soundwave 2009 Album (Australia)
- What Goes Around... (Justin Timberlake cover) - Punk Goes Pop Volume Two
- This Is Usually the Part Where People Scream - The Fearless Records Spring/Summer Sampler 2009
- Seduction (muziek video) - The Fearless Records Spring/Summer Sampler 2009

### Niet uitgebracht (2003)
- Cancer Or Car Accidents - Baltimore Sessions
- Days That End In Why - Baltimore Sessions